# Bonnie McKee
Bonnie Leigh McKee, née le 20 janvier 1984 à Vacaville en Californie, est une auteur-interprète américaine. Son premier album, Trouble, est sorti en 2004, et a annoncé son grand retour durant l'été 2013 avec American Girl. Bonnie a co-écrit 8 singles classé n°1 au Billboard Hot 100, qui se sont écoulés à plus de 30 millions d'exemplaires. Elle est particulièrement connue pour avoir collaboré avec la chanteuse pop Katy Perry, avec qui elle a écrit les hits Teenage Dream, Part of Me, Roar, mais elle a aussi écrit des chansons pour Britney Spears, Christina Aguilera, Taio Cruz, Nicole Scherzinger, Kelly Clarkson, Kesha, Leona Lewis, Adam Lambert ou encore Ellie Goulding.

## Vie et Carrière

### Jeunesse
Bonnie Leigh McKee est née le 20 janvier 1984 en Californie, puis a déménagé à Seattle où elle faisait partie d'une chorale pour filles avec laquelle elle est partie en tournée à l'âge de 12 ans à travers l'Amérique du Nord et L'Europe : elle a même chanté au Vatican pour le pape. À l'âge de 15 ans, elle écrivait déjà ses propres chansons et se produisait aux environs de Seattle. Après avoir enregistré de nombreuses démos, signé un contrat avec la société de management de Colin Filkow et déménagé à Los Angeles, Bonnie signe à l'aube de ses 18 ans avec le label Warner Bros Records pour un des contrats les plus lucratifs de tous les temps pour un nouvel artiste. Elle grandit en écoutant Michael Jackson, Madonna ou encore Prince,.

### Premier albumTrouble(2004-2005)
Le 28 septembre 2004, son album Trouble produit par Rob Cavallo sort et est porté par le single "Somebody", qu'elle interprète sur le plateau de Jimmy Kimmel. Malgré le très bon accueil des critiques musicales tel que le Los Angeles Times et la diffusion du clip par MTV & VH1, l'album peine à rencontrer son public. "Somebody" figure dans le film Win a Date with Tad Hamilton!. À la suite de l'échec de cet album, McKee est retournée en studio pour travailler sur son 2e album qui n'est malheureusement jamais sorti. Elle est par la suite virée du label après avoir tagué la voiture du PDG avec du rouge à lèvres, il s'ensuit ensuite une longue bataille entre addictions et tentatives de revenir sur la scène musicale.
Parallèlement à ceci, Bonnie McKee donne la réplique à Robin Williams dans August Rush en 2007.

### Écriture etAmerican Girl
À la suite de son éviction de Reprise Records (Warner), Bonnie passe de nombreuses heures en studio afin de découvrir comment fonctionne Pro Tools et créer de nouvelles chansons. En 2009, elle est présentée à Dr. Luke, qui a travaillé sur le premier album de Katy Perry (amie de longue date) One of the Boys. Avec lui, Max Martin et Benny Blanco, elle commence à travailler sur le nouvel album Teenage Dream pour lequel elle a notamment co-écrit les hits planétaires "California Gurls" & "Teenage Dream" qui lui ont valu plusieurs BMI Award pour son rôle d'auteure. Pendant ce même-temps, elle écrit trois autres futurs n°1 : Hold It Against Me pour Britney Spears, How We Do (Party) pour Rita Ora et Dynamite pour Taio Cruz.
À la suite de ces nombreux succès d'auteure, Rolling Stone la nomme "meilleure arme secrète de la pop". Elle signe un contrat avec Kemosabe (Dr Luke) et Epic Records pour sortir un second album studio. En juin 2013, est publiée une vidéo du nouveau single de Bonnie American Girl dans laquelle de nombreux amis artistes tels que Kesha, Macklemore, Jason Derulo... apparaissent en chantant en playback. Le clip officiel est publié le 22 juillet et McKee part défendre son titre sur les radios américaines et sur le plateau de Good Morning America. Le single rencontre un petit succès qui lui permet d'entrer dans le Billboard Hot 100 et de passer en radios de nombreuses fois, Bonnie annonce un album pour début 2014 et sort une chanson promotionnelle Sleepwalker pour Halloween.
Malheureusement, l'album est repoussé plusieurs fois par le label. Bonnie annonce début 2015 qu'elle n'est plus signée sur aucun label, et qu'elle souhaite dorénavant être une artiste indépendante.

### EP visuel:Bombastic
Début avril 2015, Bonnie McKee annonce la sortie d'un EP Visuel pour juin. Le premier single "Bombastic" réalisé avec Charlie Puth, Sean Walsh & Adixent est teasé pendant plusieurs jours avant sa sortie le 26 mai. Le même jour, le clip très sexy et vintage (inspiré des années 1980) est publié sur YouTube/Vevo. L'EP complet est déjà disponible en pré-commande et sortira le 30 juin 2015, il est composé de 4 chansons: I Want It All, Bombastic, Wasted Youth, Easy. Un nouvel extrait a fuité : In The WIld produit par Major Lazer (Diplo) est supposé apparaître sur le futur album.

### Carrière indépendante et projets futurs
En 2016, Bonnie met en ligne une reprise de la chanson de Prince : When Doves Cry. Elle explique plus tard que cette chanson est un hommage au chanteur. Au fil des années, Bonnie réalise une succession de singles dont les hits "Thorns" et "Mad Mad World", paru respectivement en 2017 et 2018. En 2019, elle sort une reprise de Lovely, une chanson de Billie Eilish et Khalid, en featuring avec AUGUST 08. Elle travaille sur un projet d'album mais celui-ci a peut-être été remis en perspective lorsqu'une panoplie de ses anciennes chansons a fuité en 2016.
En 2019, lors du final de la saison 2 de la série Netflix insatiable, une partie d'une de ses présumées futures chansons a été diffusée. Bonnie a retweeté quelques jours plus tard un tweet parlant de cette chanson. Elle serait nommée "Modern Girl" et serait une reprise moderne de son hit "American Girl".
Elle apparaît, en 2020, dans la série Royalties, écrite par Darren Criss. Elle joue le rôle de Kimmy Kelly, une chanteuse au succès interplanétaire.
En 2023, elle annonce sur ses réseaux sociaux la sortie de son album "Hot City" fruit de ses travaux avortés entre 2013 et 2015.  

## Discographie

### Albums
| Titre    | Détails de l'album |
| -------- | --- |
| Trouble  | - Date de sortie : 28 septembre 2004 - Label: Reprise - Format: CD, téléchargement numérique, streaming                |
| Hot City | - Date de sortie : 31 mai 2024 - Label : Bonnie McKee Music - Format : CD, Vinyle, téléchargement numérique, streaming |

### EP
| Titre                     | Détails de l'album                                                                                           |
| ------------------------- | --- |
| Bonnie McKee              | - Date de sortie: 9 décembre 2003 - Label: Reprise - Format: CD, téléchargement numérique, streaming         |
| Bombastic                 | - Date de sortie: 30 juin 2015 - Label: Bonnie McKee Music - Format: CD, téléchargement numérique, streaming |
| Sleepwalker (Resurrected) | - Date de sortie: 24 octobre 2024 - Label: Bonnie McKee Music - Format: téléchargement numérique, streaming  |
| California Winter         | - Date de sortie: 17 décembre 2024 - Label: Bonnie McKee Music - Format: téléchargement numérique, streaming |
| Forever 21                | - Date de sortie: 21 février 2025 - Label: Bonnie McKee Music - Format: téléchargement numérique, streaming  |

### Singles
| Titre                                | Année | Album                         |
| ------------------------------------ | ----- | ----------------------------- |
| Somebody                             | 2004  | Trouble                       |
| American Girl                        | 2013  | Non-album single              |
| Bombastic                            | 2015  | Bombastic                     |
| Wasted Youth                         | 2016  | Bombastic                     |
| I want It All                        | 2016  | Bombastic                     |
| Easy                                 | 2016  | Bombastic                     |
| Stars In Your Heart                  | 2016  | Non-album single              |
| Thorns                               | 2017  | Non-album single              |
| Sleepwalker                          | 2018  | Hot City                      |
| Mad Mad World                        | 2018  | Non-album single              |
| Lovely                               | 2019  | Non-album single              |
| Kick Your Shoes Off (From Royalties) | 2020  | Royalties Season 1 Soundtrack |
| Let Your Hair Down (From Royalties)  | 2020  | Royalties Season 1 Soundtrack |
| SLAY                                 | 2023  | Hot City                      |
| Hot City                             | 2023  | Hot City                      |
| Don't Get Mad Get Famous             | 2023  | Hot City                      |
| Jenny's Got a Boyfriend              | 2024  | Hot City                      |
| Forever 21                           | 2024  | Hot City                      |

### Singles promotionnels
| Titre                                                    | Année | Album            |
| -------------------------------------------------------- | ----- | ---------------- |
| Mine                                                     | 2009  | Non-album single |
| California Winter                                        | 2014  | Non-album single |
| Riding Shotgun (Kygo & Oliver Nelson feat. Bonnie McKee) | 2017  | Kids In Love     |

### En tant qu'auteure
| Année | Artiste            | Chanson                                   |
| ----- | ------------------ | ----------------------------------------- |
| 2023  | Bebe Rexha         | "Miracle Man"                             |
| 2023  | Bebe Rexha         | "Heart Wants What It Wants"               |
| 2020  | Ava Max            | "Naked"                                   |
| 2019  | Avril Lavigne      | "Dumb Blonde (feat. Nicki Minaj)"         |
| 2019  | Dorian Electra     | "Daddy Like"                              |
| 2018  | Loren Gray         | "Queen"                                   |
| 2016  | Jason Derulo       | "Kiss the Sky"                            |
| 2015  | Kelly Clarkson     | "Bad Reputation"                          |
| 2015  | Charlie Puth       | "Up All Night"                            |
| 2014  | Steve Aoki         | "Afroki"                                  |
| 2014  | Cheryl             | "I Don't Care"                            |
| 2013  | Ellie Goulding     | "Under Control"                           |
| 2013  | Cher               | "I Don't Have to Sleep to Dream"          |
| 2013  | Katy Perry         | "Birthday"                                |
| 2013  | Katy Perry         | "Roar"                                    |
| 2013  | Katy Perry         | "Ghost"                                   |
| 2013  | Britney Spears     | "Ooh La La"                               |
| 2012  | Katy Perry         | "Part of Me"                              |
| 2012  | Katy Perry         | "Wide Awake"                              |
| 2012  | Adam Lambert       | "Cuckoo"                                  |
| 2012  | Adam Lambert       | "Chokehold"                               |
| 2012  | Rita Ora           | "How We Do (Party)"                       |
| 2012  | Leona Lewis        | "Un Love Me"                              |
| 2012  | Leona Lewis        | "Lovebird"                                |
| 2012  | Kesha              | "C'Mon"                                   |
| 2012  | Kesha              | "Supernatural"                            |
| 2012  | Carly Rae Jepsen   | "Turn Me Up"                              |
| 2012  | Christina Aguilera | "Let There Be Love"                       |
| 2012  | Cody Simpson       | "Wish U Were Here"                        |
| 2011  | Britney Spears     | "Hold It Against Me"                      |
| 2011  | Britney Spears     | "Till the World Ends"                     |
| 2011  | Britney Spears     | "Inside Out"                              |
| 2011  | Britney Spears     | "How I Roll"                              |
| 2011  | Britney Spears     | "Seal It With A Kiss"                     |
| 2011  | Britney Spears     | "Gasoline"                                |
| 2011  | Kelly Clarkson     | ""Hello" (Kelly Clarkson song)"           |
| 2011  | Kelly Clarkson     | "Alone"                                   |
| 2011  | Nicole Scherzinger | "Tomorrow Never Dies"                     |
| 2010  | Taio Cruz          | "Dynamite"                                |
| 2010  | Katy Perry         | "Teenage Dream"                           |
| 2010  | Katy Perry         | "Last Friday Night (T.G.I.F.)"            |
| 2010  | Katy Perry         | "California Gurls" (featuring Snoop Dogg) |
| 2010  | Katy Perry         | "The One That Got Away"                   |